# Scolecozythia valsivora
Scolecozythia valsivora är en svampart som beskrevs av Curzi 1927. Scolecozythia valsivora ingår i släktet Scolecozythia, divisionen sporsäcksvampar och riket svampar.   Inga underarter finns listade i Catalogue of Life.